# Johan van der Velde
Johan van der Velde (Rijsbergen, 12 december 1956) is een Nederlands voormalig beroepswielrenner van 1978 tot 1990. Van der Velde was een sprinter. Hij debuteerde in 1978 bij de TI-Raleigh ploeg van Peter Post met overwinningen in de Ronde van Romandië, de Ronde van Nederland en de Ronde van Engeland.

## Wielercarrière
Van der Velde leek een typische ronderenner te worden, hij had een meer dan gemiddelde aanleg voor klimmen. Bij zijn debuut in de Ronde van Frankrijk, een jaar na zijn debuut als wielrenner, eindigde hij al als veertiende en in 1980 won hij de aansprekende rittenkoers Dauphiné Liberé (voorlopig als enige Nederlander) en het jongerenklassement in de Tour de France. Hij schoot echter te kort in het tijdrijden en had regelmatig een mindere dag, wat hem beperkte om voor het klassement echt een rol van betekenis te kunnen spelen.
Zijn deelname aan de Tour de France 1980 blijft, naast het winnen van het jongerenklassement, ook in de herinnering door de assistentie die hij dat jaar gaf aan Joop Zoetemelk.
Veelzijdig was hij wel: in 1981 won hij de klassieker Luik-Bastenaken-Luik (later gediskwalificeerd wegens doping) en in 1983 het Kampioenschap van Zürich. In Italiaanse dienst (van 1984-85 en 1987-88) mengde hij zich zelfs in massasprints. Zonder dat hij een specifieke sprinter was, wist hij zich goed te plaatsen, reed regelmatig bij de eerste 10 in de uitslag en wist zo driemaal het puntenklassement in de Giro d'Italia te winnen.
Vermaard is zijn optreden op de Gavia in 1988: in een besneeuwd landschap bereikte hij als eerste de top van de bergpas in hemdsmouwen om als laatste, bevangen door de kou, aan de finish te komen.

## Na zijn wielercarrière
Aan zijn wielercarrière hield Van der Velde een amfetamineverslaving over. Om dit te bekostigen belandde hij op het criminele pad. Hij kickte later af en zat een gevangenisstraf van elf maanden uit wegens verschillende inbraken.
In 2000 was Johan deelnemer aan het televisieprogramma Big Brother VIPS.
In september 2001 verscheen een biografie over Johan van der Velde genaamd Langs het Ravijn, Het veelbewogen wielerleven van Johan van der Velde. Dit boek werd geschreven door wielerjournalist Bart Jungmann. In april 2012 wijdde Omroep MAX een aflevering van documentaire-serie In Beeld aan het leven van Johan van der Velde.
Johan van der Velde is buschauffeur van verschillende Nederlandse wielerploegen geweest.

## Belangrijkste resultaten als beroepswielrenner
1978
- Ronde van Romandië

1980
- Nederlands kampioenschap op de weg
- Dauphiné Libéré
- Jongerenklassement Ronde van Frankrijk

1981
- 2 etappes Ronde van Frankrijk

1982
- Nederlands kampioenschap op de weg
- 3e eindklassement Ronde van Frankrijk

1983
- Kampioenschap van Zürich

1985
- Puntenklassement Ronde van Italië
- Coppa Bernocchi

1986
- 1 etappe Ronde van Italië
- 1 etappe + 2 dagen gele trui Ronde van Frankrijk

1987
- 2 etappes Ronde van Italië
- Puntenklassement Ronde van Italië

1988
- Puntenklassement Ronde van Italië

## Resultaten in voornaamste wedstrijden
| Jaar | Ronde van Italië | Ronde van Frankrijk | Ronde van Spanje |
| ---- | ---------------- | ------------------- | ---------------- |
| 1978 |                  |                     |                  |
| 1979 |                  | 14e                 |                  |
| 1980 |                  | 12e                 |                  |
| 1981 |                  | 12e (2)             |                  |
| 1982 |                  | ↑                   |                  |
| 1983 |                  | opgave              |                  |
| 1984 | 5e               |                     |                  |
| 1985 | 22e              |                     |                  |
| 1986 | 16e (1)          | 52e (1)             |                  |
| 1987 | 9e (2)           |                     |                  |
| 1988 | 65e              |                     |                  |
| 1989 | opgave           |                     |                  |

| Jaar | Milaan-San Remo | Ronde van Vlaanderen | Parijs-Roubaix | Amstel Gold Race | Luik-Bast.‑Luik | Waalse Pijl | Parijs-Brussel |  | WK op de weg |  | Wereldranglijsten |
| ---- | --------------- | -------------------- | -------------- | ---------------- | --------------- | ----------- | -------------- |  | ------------ |  | ----------------- |
| 1978 |                 |                      |                | 31e              |                 | 14e         | 11e            |  | 26e          |  | 26e (SPP)         |
| 1979 |                 |                      |                | 20e              | 33e             | 34e         | 17e            |  | 28e          |  |                   |
| 1980 |                 |                      |                |                  | 9e              | 15e         |                |  |              |  | 13e (SPP)         |
| 1981 |                 |                      | 14e            |                  | ↑               | 13e         | 21e            |  | 11e          |  |                   |
| 1982 |                 | 10e                  |                | 23e              | 6e              | 16e         | Brons          |  | 18e          |  | 12e (SPP)         |
| 1983 |                 | 8e                   |                | 15e              | 40e             | 27e         |                |  |              |  |                   |
| 1984 | 11e             | 17e                  | 4e             |                  | 34e             | 17e         |                |  | 22e          |  | 25e (SPP)         |
| 1985 | 49e             |                      |                |                  |                 |             |                |  | 9e           |  |                   |
| 1986 | 67e             | 19e                  | 6e             |                  |                 | 10e         |                |  | 22e          |  |                   |
| 1987 | 40e             |                      |                |                  |                 | 23e         |                |  | 61e          |  |                   |
| 1988 | 58e             |                      |                |                  |                 |             |                |  |              |  |                   |
| 1989 |                 |                      |                |                  |                 |             |                |  |              |  |                   |